# Clanis hyperion
Clanis hyperion är en fjärilsart som beskrevs av Jean-Marie Cadiou och Kitching 1990. Clanis hyperion ingår i släktet Clanis och familjen svärmare. Inga underarter finns listade i Catalogue of Life.